# Bahnstrecke Chicopee–Chicopee Falls
| Streckenlänge: | 3,63 km                         |                                       |                                       |
| Spurweite: | 1435 mm (Normalspur)            |                                       |                                       |
| Zweigleisigkeit: | –                               |                                       |                                       |
| |                                 |                                       |                                       |
| Gesellschaft: | zuletzt Guilford Transportation |                                       |                                       |
| \| \| \| von Springfield \| \| \| \| 0,00 \| Chicopee MA (früher Cabotville) \| Chicopee MA (früher Cabotville) \| \| \| \| nach East Northfield \| \| \| \| \| Interstate 391 \| \| \| \| \| Straßenbahn Holyoke (Chicopee Street) \| \| \| \| 1 \| Chicopee Center MA \| Chicopee Center MA \| \| \| 3 \| Oak Street \| Oak Street \| \| \| 3,63 \| Chicopee Falls MA \| Chicopee Falls MA \| |                                 |                                       |                                       |
| Strecke |                                 | von Springfield                       | von Springfield                       |
| ehemaliger Bahnhof | 0,00                            | Chicopee MA (früher Cabotville)       | Chicopee MA (früher Cabotville)       |
| Abzweig ehemals geradeaus und nach links |                                 | nach East Northfield                  | nach East Northfield                  |
| Strecke mit Straßenbrücke (Strecke außer Betrieb) |                                 | Interstate 391                        | Interstate 391                        |
| Kreuzung geradeaus unten (Strecken außer Betrieb) |                                 | Straßenbahn Holyoke (Chicopee Street) | Straßenbahn Holyoke (Chicopee Street) |
| Bahnhof (Strecke außer Betrieb) | 1                               | Chicopee Center MA                    | Chicopee Center MA                    |
| Haltepunkt / Haltestelle (Strecke außer Betrieb) | 3                               | Oak Street                            | Oak Street                            |
| Kopfbahnhof Streckenende (Strecke außer Betrieb) | 3,63                            | Chicopee Falls MA                     | Chicopee Falls MA                     |

Die Bahnstrecke Chicopee–Chicopee Falls ist eine stillgelegte, normalspurige Eisenbahnstrecke in Massachusetts (Vereinigte Staaten). Sie ist 3,63 Kilometer lang und liegt im Stadtgebiet von Chicopee.

## Geschichte
1844 begannen die Bauarbeiten für die Bahnstrecke Springfield–East Northfield, die entlang des Connecticut River von Springfield aus nordwärts führen sollte. In Chicopee Falls östlich von Cabotville hatten sich am Chicopee River einige Industriebetriebe angesiedelt, die nach einer Schienenanbindung strebten. Da eine Verschwenkung der Hauptstrecke über Chicopee Falls nicht in Betracht kam, baute man eine Zweigstrecke, die in Cabotville von ihr abbiegt und entlang des Chicopee River bis Chicopee Falls führt. Sie wurde am 8. September 1846 durch die Connecticut River Railroad eröffnet. Der Bahnhof von Cabotville wurde daraufhin in Cabot Junction, später dann in Chicopee Junction und schließlich, nachdem Cabotville eingemeindet worden war, in Chicopee umbenannt. Die Strecke wurde nicht nur für den Güterverkehr genutzt, sondern auch im Personenverkehr von Zügen bedient, die nach Springfield verkehrten.
Ab dem 1. Januar 1893 führte die Boston and Maine Railroad den Betrieb auf der Strecke, nachdem sie die Connecticut River Railroad gepachtet hatte. Anfang der 1910er Jahre plante J. P. Morgan die Hampden Railroad, die auch eine Zweigstrecke erhalten sollte, die am Bahnhof Chicopee Center einmünden würde. Diese Zweigstrecke wurde jedoch nie gebaut. Anfang des 20. Jahrhunderts waren zahlreiche Straßenbahnstrecken in und um Chicopee gebaut worden, die auch in die Nachbarstädte Springfield und Holyoke führten. Da sie häufiger fuhren als die Züge und auf direktem Weg in das Zentrum von Springfield, stellte die Boston&Maine 1918 den Personenverkehr nach Chicopee Falls ein.
1983 übernahm die Guilford Transportation die Boston&Maine und begann damit, das Netz auszudünnen. 1984 legte sie den Abschnitt von Chicopee Center bis Chicopee Falls still und 1994 folgte auch der restliche Streckenabschnitt, sodass nunmehr die gesamte Strecke außer Betrieb ist.

## Streckenbeschreibung
Die Strecke zweigt am früheren Bahnhof Chicopee aus der Bahnstrecke Springfield–East Northfield ab und führt zunächst nordostwärts bis ans Südufer des Chicopee River. Sie verläuft auf ganzer Länge entlang dieses Flusses. Östlich der Unterquerung der Chicopee Street befand sich der Bahnhof Chicopee Center, wo die geplante Verbindungsstrecke zur Hampden Railroad in Richtung Nordosten abzweigen sollte. Die Strecke nach Chicopee Falls verläuft weiter ostwärts und folgt dem kurvenreichen Flussverlauf. In Höhe der Oak Street befand sich ein Haltepunkt, wo auch Güteranschlüsse abzweigten. Der Endbahnhof der Strecke befand sich im nordwestlichen Quadranten der Kreuzung Main Street/Church Street im Zentrum von Chicopee Falls.

## Personenverkehr
1869 genügten fünf werktägliche Zugpaare Springfield–Chicopee Falls, um das Passagieraufkommen zu bewältigen. Die Zugzahl wurde immer weiter erhöht und 1893, nach Übernahme durch die Boston&Maine, verkehrten werktags zwölf Zugpaare auf der Strecke. Sonntags ruhte der Personenverkehr. Nach Eröffnung der Straßenbahnstrecken wurde das Angebot drastisch reduziert und 1916 fuhren nur noch zwei Zugpaare montags bis freitags sowie ein Zugpaar an Samstagen. 1918 endete der Personenverkehr auf der Strecke.